# Прем'єр-міністр Латвії
Президент міністрів Латвії (латис. Latvijas Ministru prezidents) — офіційна назва посади глави уряду Латвії.

## Латвійські прем'єр-міністри

### 1918—1940
Президенти міністрів Латвійської Республіки
- Карліс Улманіс (18.11.1918-13.07.1919, 14.07.1919 — 08.12.1919, 09.12.1919-11.06.1920, 12.06.1920-18.06.1921)
- Зіґфрід Анна Меєровіц (19.06.1921-26.01.1923)
- Яніс Паулюкс (27.01.1923-27.06.1923)
- Зіґфрід Анна Меєровіц (28.06.1923-26.01.1924)
- Волдемарс Замуелс (27.01.1924-18.12.1924)
- Хуго Целміньш (19.12.1924-23.12.1925)
- Карліс Улманіс (24.12.1925-06.05.1926)
- Артурс Алберінгс (7.05.1926-18.12.1926)
- Мардєрс Скуєньекс (19.12.1926-23.01.1928)
- Петеріс Юрашевскіс (24.01.1928-30.11.1928)
- Хуго Целміньш (01.12.1928-26.03.1931)
- Карліс Улманіс (27.03.1931-05.12.1931)
- Мардєрс Скуєньекс (06.12.1931-23.03.1933)
- Адолфс Бльодніекс (24.03.1933-16.03.1934)
- Карліс Улманіс (17.03.1934-15.05.1934, 15.05.1934-17.06.1940)
- Аугустс Кірхенштейнс (17.06.1940 — 25.08.1940)

Голова Виконавчого комітету Латвії
- Фріціс Розіньш грудень 1917 — березень 1918

Голова Радянського уряду Латвії
- Петеріс Стучка 4 грудня 1918 — січень 1920

Президент міністрів пронімецького уряду:
- Бриммер-Боровський квітень-травень 1919
- Андріевс Ніедра травень-червень 1919

### 1940—1990 (Латвійської РСР)
Голови Раднаркому, потім — Ради Міністрів Латвійської РСР
- Віліс Лацис (25.08.1940 — 27.11.1959)
- Яніс Пейве (27.11.1959 — 23.04.1962)
- Віталій Рубен (23.04.1962 — 05.05.1970)
- Юрій Рубен (05.05.1970 — 06.10.1988)
- Вілніс Едвінс Бресіс (06.10.1988 — 07.05.1990)

### 1941—1944 (німецька окупація)
Глава «самоврядування»:
- Оскарс Данкерс

## Від1990
- Іварс Годманіс 7 травня 1990 — 3 серпня 1993
- Валдіс Біркавс 3 серпня 1993 — 15 вересня 1994
- Маріс Гайліс 15 вересня 1994 — 21 грудня 1995
- Андріс Шкеле 21 грудня 1995 — 7 серпня 1997
- Гунтарс Крастс 7 серпня 1997 — 26 листопада 1998
- Віліс Кріштопанс 26 листопада 1998 — 16 липня 1999
- Андріс Шкеле 16 липня 1999 — 5 травня 2000
- Андріс Берзіньш 5 травня 2000 — 7 листопада 2002
- Ейнар Репше 7 листопада 2002 — 9 березня 2004
- Індуліс Емсіс 9 березня 2004 — 2 грудня 2004
- Айгар Калвітіс 2 грудня 2004 — 20 грудня 2007
- Іварс Годманіс 20 грудня 2007 — 12 березня 2009
- Валдіс Домбровскіс 12 березня 2009 — 22 січня 2014
- Лаймдота Страуюма 22 січня 2014 — 16 лютого 2016
- Маріс Кучінскіс 16 лютого 2016 — 23 січня 2019
- Кріш'яніс Каріньш 23 січня 2019 — 15 вересня 2023
- Евіка Сіліня від 15 вересня 2023